# 西班牙共产党
西班牙共产党（西班牙語：Partido Comunista de España），简称西共（PCE），是西班牙的一个重要的马克思列宁主义政党。

## 历史

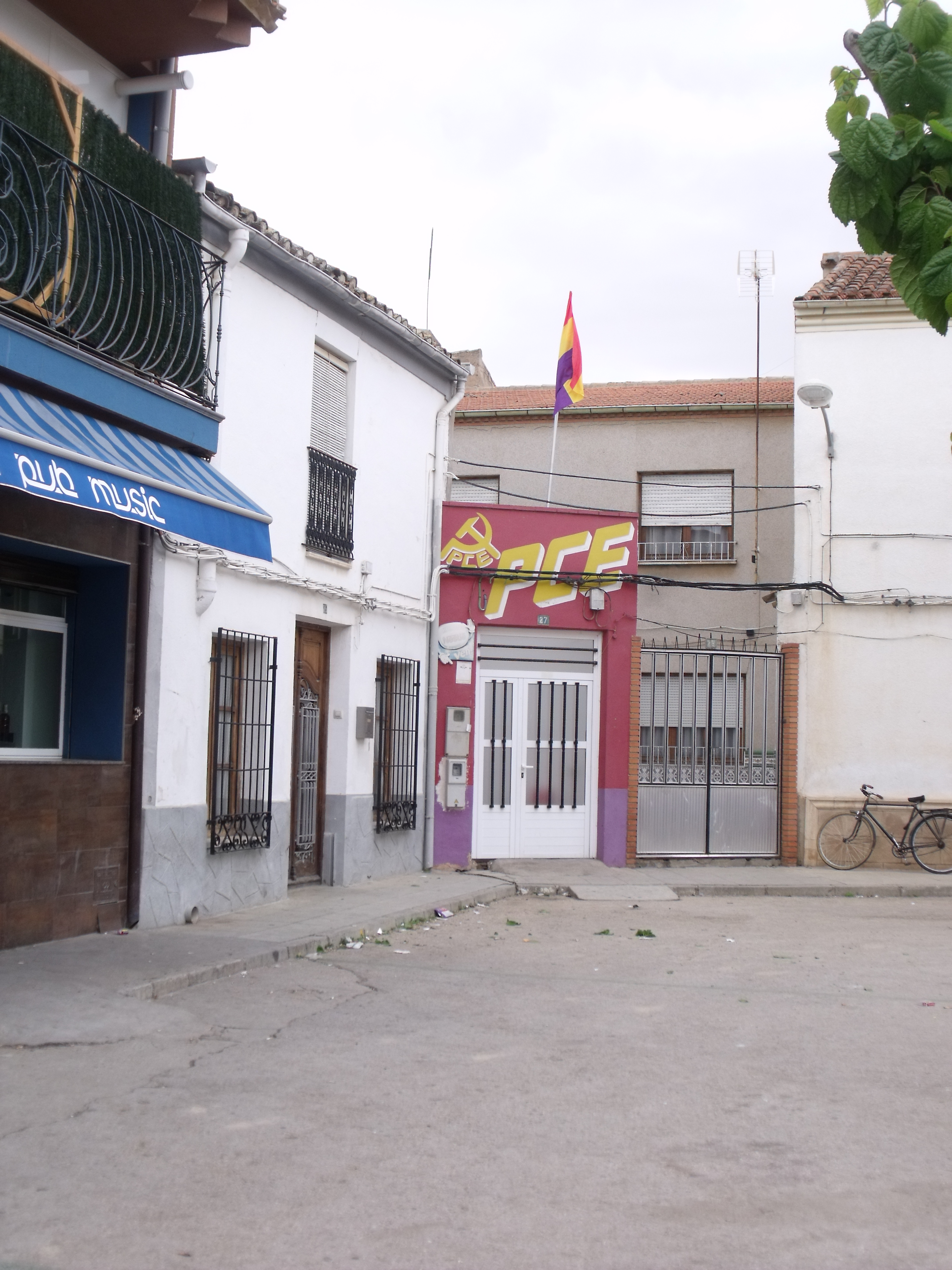
阿尔瓦塞特省马德里格拉斯的西班牙共产党据点

西班牙共产党成立于1921年11月14日，由西班牙的共产党和西班牙共产主义工人党合并而成。
1934年，西班牙共产党领导阿斯图里亚斯矿工起义，建立存在20天的工农苏维埃。在1936年—1939年反对佛朗哥法西斯独裁统治、保卫西班牙第二共和国的内战时期，该党参加人民阵线政府，该党成员文森特·乌里韦任农业部长，耶苏斯·埃尔南德斯·托马斯任教育和美术部长；同时，组织7万人的人民武装，成员发展到30万。内战失败后，该党领导机构和主要领导人流亡国外，留在国内的成员又进行长达11年的游击战争。
1977年3月，西班牙共产党同意大利共产党、法国共产党在马德里举行会议，比较系统地提出“欧洲共产主义”的主张。同年4月，西共获得合法地位。在1979年西班牙大选中，西共获23个席位，成为议会第三大党。
1978年，西班牙共产党“九大”宣布奉行“欧洲共产主义”路线，主张通过多元化和民主方式走向社会主义，建立以工人阶级为领导的劳动力量和文化力量的联盟，通过反封建、反垄断的斗争逐步实现社会主义改造，反对任何中心或指导党，主张独立自主。此后，党内的亲苏派先后退党，并于1984年组建得到苏联支持的西班牙人民共产党。1991年苏联共产党被禁止活动后，西共内部的“改革派”要求解散西共，完全溶入西共领导的左翼政党联盟联合左翼。1991年12月，西共“十四大”否决“改革派”的主张，重申要保持党的传统，用“非教条主义的具有改革精神的马克思主义”指导党的政治行动。在这次大会上，西共还放弃民主集中制原则，代之以“党内民主”。此后，西共逐渐将选举职能完全交由其领导的联合左翼。
2017年，西班牙共产党召开“二十大”，在意识形态和组织原则上实现重大转向。会议一是明确认同“马克思列宁主义”，标志该党同其过去近40年所奉行的政治路线决裂；二是修改党徽，加入五角星样式；三是重新确立民主集中制作为党的组织原则；四是更加强调斗争精神以及开展反新自由主义斗争的重要性。
2020年1月13日，西班牙共产党的两名成员加入佩德罗·桑切斯领导的西班牙工人社会党—联合我们能联合政府，阿尔贝托·加尔松任消费者事务大臣，约兰达·迪亚斯任劳动和社会经济大臣。这是西班牙内战结束近81年以来，西共第一次参加中央政府。

西班牙共产党的最高权力机关是代表大会，中央机关报是《工人世界》。

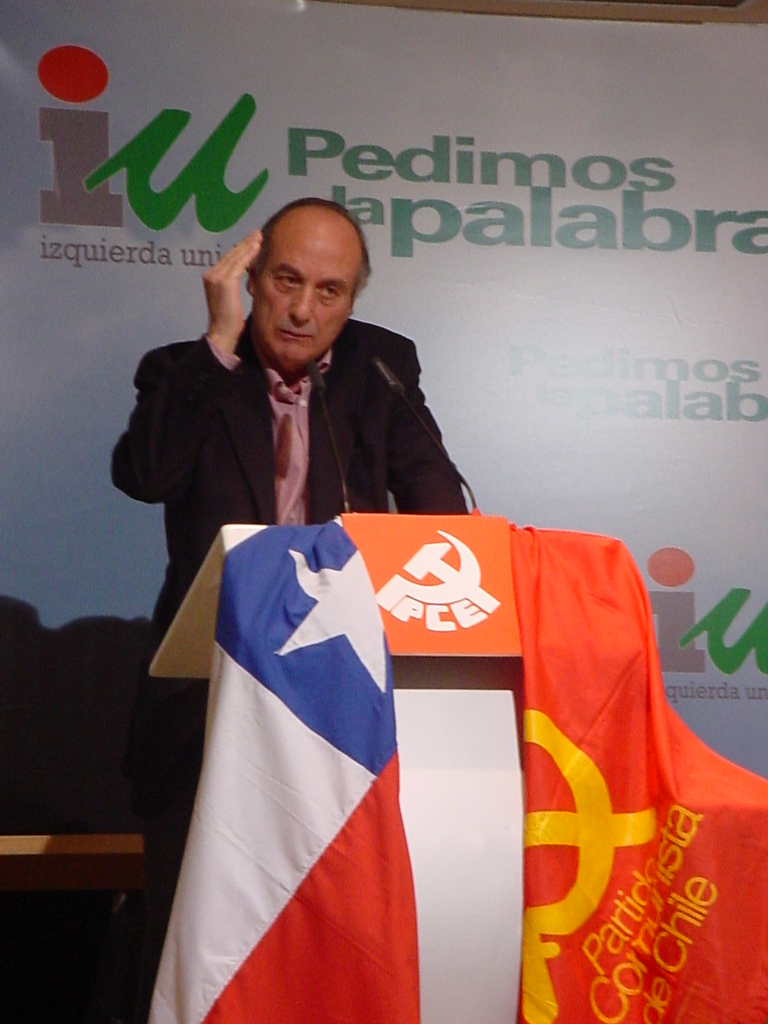
2005年，西共总书记弗朗西斯科·弗鲁托斯与智利共產黨会晤时发表演讲

## 各自治区分支
西班牙共产党由16个分支组成：
- 安达卢西亚共产党
- 阿拉贡共产党
- 阿斯图里亚斯共产党
- 加那利群岛共产党
- 坎塔布里亚共产党
- 卡斯蒂利亚-拉曼恰共产党
- 卡斯蒂利亚-莱昂共产党
- 马德里共产党
- 巴伦西亚地区共产党
- 埃斯特雷马杜拉共产党
- 加利西亚共产党
- 巴利阿里群岛共产党
- 拉里奥哈共产党
- 巴斯克共产党
- 穆尔西亚地区共产党
- 国外西班牙共产党

现存的加泰罗尼亚统一社会党是一个独立的政党，但也参加西班牙共产党的代表大会。

## 历任总书记
| 姓名                       | 任期          |
| -------------------------- | ------------- |
| 安东尼奥·加西亚·奎吉多     | 1921年—1923年 |
| 塞萨尔·罗德里格斯·冈萨雷斯 | 1923年—1925年 |
| 何塞·布耶赫斯              | 1925年—1932年 |
| 何塞·迪亚斯                | 1932年—1942年 |
| 多洛雷斯·伊巴露丽          | 1942年—1960年 |
| 圣地亚哥·卡里略            | 1960年—1982年 |
| 赫拉尔多·伊格莱西亚斯      | 1982年—1988年 |
| 胡里奥·安吉塔              | 1988年—1998年 |
| 弗朗西斯科·弗鲁托斯        | 1998年—2009年 |
| 何塞·路易斯·森特利亚       | 2009年—2017年 |
| 空缺（临时委员会）         | 2017年—2018年 |
| 恩里克·圣地亚哥            | 2018年至今    |

## 选举表现
| 1931年 | 何塞·布耶赫斯                      | ---       | 0.77%  | 0 / 470  | ---     |                                                 |  |  |  |  |
| 1933年 | 何塞·迪亚斯                        | ---       | 1.80%  | 1 / 473  | ---     |                                                 |  |  |  |  |
| 1936年 | 何塞·迪亚斯                        | ---       | 3.5%   | 17 / 473 | ---     | 属于政党联盟：人民阵线                          |  |  |  |  |
|        |                                    |           |        |          |         |                                                 |  |  |  |  |
| 1977年 | 圣地亚哥·卡里略                    | 1,709,890 | 9.33%  | 20 / 350 | 5 / 248 |                                                 |  |  |  |  |
| 1979年 | 圣地亚哥·卡里略                    | 1,938,487 | 10.77% | 23 / 350 | 1 / 264 |                                                 |  |  |  |  |
| 1982年 | 圣地亚哥·卡里略                    | 846,515   | 4.02%  | 4 / 350  | 0 / 264 |                                                 |  |  |  |  |
| 1986年 | 赫拉尔多·伊格莱西亚斯              | -         | -      | 4 / 350  | 0 / 264 | 属于政党联盟：联合左翼                          |  |  |  |  |
| 1989年 | 胡利奥·安吉塔                      | -         | -      | 13 / 350 | 0 / 264 | 属于政党联盟：联合左翼                          |  |  |  |  |
| 1993年 | 胡利奥·安吉塔                      | -         | -      | 13 / 350 | 0 / 264 | 属于政党联盟：联合左翼                          |  |  |  |  |
| 1993年 | 胡利奥·安吉塔                      | -         | -      | 13 / 350 | 0 / 264 | 属于政党联盟：联合左翼                          |  |  |  |  |
| 1996年 | 胡利奥·安吉塔                      | -         | -      | 12 / 350 | 0 / 264 | 属于政党联盟：联合左翼                          |  |  |  |  |
| 2000年 | 弗朗西斯科·弗鲁托斯                | -         | -      | 7 / 350  | 0 / 264 | 属于政党联盟：联合左翼                          |  |  |  |  |
| 2004年 | 加斯帕尔·利亚马萨雷斯              | -         | -      | 2 / 350  | 0 / 264 | 属于政党联盟：联合左翼                          |  |  |  |  |
| 2008年 | 加斯帕尔·利亚马萨雷斯              | -         | -      | 1 / 350  | 0 / 266 | 属于政党联盟：联合左翼                          |  |  |  |  |
| 2011年 | 卡约·拉腊                          | -         | -      | 4 / 350  | 0 / 266 | 属于选举联盟：多元左翼                          |  |  |  |  |
| 2015年 | 阿尔贝托·加尔松/约兰达·迪亚斯      | -         | -      | 2 / 350  | 1 / 266 | 属于选举联盟：人民团结—在潮流中                 |  |  |  |  |
| 2016年 | 巴勃罗·伊格莱西亚斯 （联合我们能） | -         | -      | 8 / 350  | 3 / 266 | 属于选举联盟： 联合我们能—共同的我们能—在潮流中 |  |  |  |  |
| 2019年 | 巴勃罗·伊格莱西亚斯 （联合我们能） | -         | -      | 5 / 350  | 1 / 266 | 属于选举联盟： 联合我们能—共同的我们能          |  |  |  |  |

来源：西班牙内政部网站（elecciones.mir.es）和《世界报》 